# 星野真澄
星野 真澄（ほしの ますみ、1984年4月4日 - ）は、埼玉県さいたま市出身の元プロ野球選手（投手）、トレーナー。左投左打。

## 経歴

### 巨人入団前
埼玉県さいたま市出身。桑田真澄のファンであった父親によって「真澄」と名付けられる。
埼玉栄高等学校では3年間ベンチ入りすることが出来なかった（2学年後輩には山崎憲晴がいた）。愛知工業大学に進学し愛知大学リーグでの通算成績は26試合に登板し4勝5敗、防御率2.26。
卒業後はバイタルネットに入社し、同社の硬式野球部に入部。2008年には同僚の谷元圭介と共にドラフト候補に挙がるも、北信越大会決勝の前日に気胸を発症。試合前練習にも参加できないほどだったが痛みをこらえて登板したものの、ベンチ裏で気を失い、チームも敗退し、即手術を受けた。同年のドラフトでは谷元が北海道日本ハムファイターズより7位指名を受けるも、星野は指名からは漏れた。
NPB入りの機会を求めて、翌2009年はBCリーグの信濃グランセローズでプレー。エースとして活躍し、2009年度新人選手選択会議で読売ジャイアンツから育成ドラフト1位指名を受けて入団。背番号は「100」。

### 巨人時代
2010年
春季キャンプでは、首脳陣から「山口鉄也を彷彿とさせる」と評価され、同年3月17日に支配下登録、同時に背番号も「95」へ変更された。同年4月25日の対広島東洋カープ戦（MAZDA Zoom-Zoom スタジアム広島）で一軍初登板を果たすと、これ以降は対左打者へのワンポイントや敗戦処理として34試合に登板した。同年オフにはオーストラリアン・ベースボールリーグに派遣された。
2011年
統一球への適応に苦しみ、シーズンの大半を二軍で過ごした。シーズン終了後、背番号が「60」に変った。
2012年
4月20日に一軍昇格を果たすと、同年5月27日の対北海道日本ハムファイターズ戦（東京ドーム）で2番手として3回を抑え、プロ初勝利を挙げた。独立リーグからドラフトで入団した選手の勝利投手は史上初で、ヒーローインタビューでは「野球っていいな」と語った。
しかし、その後は不振によって同年6月9日に二軍降格となる。左股関節の骨の変形と軟骨の損傷により、激痛で歩けなくなるという故障を負い、同年8月3日には左股関節唇の修復手術を受け、約1か月の入院の後、同年9月にはリハビリを開始した。これによって、シーズン終了後の契約更改では来季を育成選手として再契約した。背番号は「001」。
2013年
5月19日のイースタン・リーグ公式戦で実戦復帰。星野は思うような球は投げられなかったというが、球団の理学療法士は星野が実戦復帰したことを驚いていたという。同年7月26日に支配下登録された。背番号は以前着けていた「60」。
2014年
二軍で好投（45試合 36.0回 奪三振40 3勝2敗3S 防御率1.25 WHIP0.89 被本塁打0）するも、一軍登板ゼロに終わった。シーズンオフの結婚式を控えた10月25日、球団から戦力外通告を受ける。

### 巨人退団後
12球団合同トライアウトを受けるもNPB球団からのオファーはなく、マイナーリーグ球団からのオファーはあったものの、股関節の状態などを考慮して引退を決めた。結婚式後にフィットネスクラブのゴールドジムへの就職が決定した。ここで、後述の野球部での活動と両立してゴールドジム溝の口店の店長も経験し、トレーニングを徹底的に学んだ。
2015年から2年間、同社が所有する社会人野球・クラブチームのTHINKフィットネス・GOLD'S GYMベースボールクラブで兼任コーチとしてプレーした。当初はコーチとしての招聘だったが、チームの力になりたいという考えから、現役復帰に至った。また、後述の退社後も、クラブチームには引き続き在籍していたようで、2019年3月頃まで選手としてプレーしている様子が確認できる。
2017年2月末にゴールドジムを退社し、以降はフリーのトレーナーとして活動。2019年からTHINKフィットネスのトレーナーでもあるボディビルダーの鈴木雅らとともに雑誌「ベースボール・クリニック」にて連載を持ち、翌年7月には書籍化された。
2020年にはエイジェックスポーツマネジメントに入社し、動画作成に携わっている。同年9月8日にはエイジェック関連の球団である栃木ゴールデンブレーブスの試合のラジオ放送の野球解説を務めた。2021年4月からはエイジェックが開校する「NPB養成専門アカデミー」の座学指導の講師を務める。

## プレースタイル
左のスリークォーターから最速150㎞の速球とツーシームに加え、カーブ、スライダー、カットボール、チェンジアップと多彩なボールを投げる。2012年より制球力を上げるために腕を若干下げたサイドスローにフォームに変え、スライダーがいきるようになりプロ晩年は更に腕を下げて投げていた。

## 詳細情報

### 年度別投手成績
| 年 度     | 球 団     | 登 板 | 先 発 | 完 投 | 完 封 | 無 四 球 | 勝 利 | 敗 戦 | セ 丨 ブ | ホ 丨 ル ド | 勝 率 | 打 者 | 投 球 回 | 被 安 打 | 被 本 塁 打 | 与 四 球 | 敬 遠 | 与 死 球 | 奪 三 振 | 暴 投 | ボ 丨 ク | 失 点 | 自 責 点 | 防 御 率 | W H I P |
| --------- | --------- | ----- | ----- | ----- | ----- | -------- | ----- | ----- | -------- | ----------- | ----- | ----- | -------- | -------- | ----------- | -------- | ----- | -------- | -------- | ----- | -------- | ----- | -------- | -------- | ------- |
| 2010      | 巨人      | 34    | 0     | 0     | 0     | 0        | 0     | 0     | 0        | 1           | ----  | 156   | 34.1     | 32       | 7           | 18       | 1     | 3        | 24       | 1     | 0        | 17    | 15       | 3.93     | 1.46    |
| 2011      | 巨人      | 3     | 0     | 0     | 0     | 0        | 0     | 0     | 0        | 0           | ----  | 13    | 2.2      | 3        | 0           | 2        | 0     | 1        | 1        | 0     | 0        | 4     | 4        | 13.50    | 1.88    |
| 2012      | 巨人      | 6     | 0     | 0     | 0     | 0        | 1     | 0     | 0        | 1           | 1.000 | 41    | 10.1     | 9        | 1           | 1        | 0     | 1        | 7        | 0     | 0        | 4     | 4        | 3.48     | 0.97    |
| 通算：3年 | 通算：3年 | 43    | 0     | 0     | 0     | 0        | 1     | 0     | 0        | 2           | 1.000 | 210   | 47.1     | 44       | 8           | 21       | 1     | 5        | 32       | 1     | 0        | 25    | 23       | 4.37     | 1.37    |

### 記録
NPB
- 初登板：2010年4月25日、対広島東洋カープ6回戦（東京ドーム）、9回表に3番手で救援登板・完了、1回無失点
- 初奪三振：2010年4月27日、対中日ドラゴンズ4回戦（ナゴヤドーム）、9回裏にトニ・ブランコから空振り三振
- 初ホールド：2010年6月9日、対オリックス・バファローズ3回戦（京セラドーム大阪）、4回裏1死に2番手で救援登板、1/3回無失点
- 初勝利：2012年5月27日、対北海道日本ハムファイターズ1回戦（東京ドーム）、4回表に2番手で救援登板、3回無被安打無失点

### 独立リーグでの投手成績
| 年 度     | 球 団     | 登 板 | 勝 利 | 敗 戦 | セ ｜ ブ | 完 投 | 勝 率 | 投 球 回 | 打 者 | 被 安 打 | 被 本 塁 打 | 奪 三 振 | 与 四 球 | 与 死 球 | 失 点 | 自 責 点 | 暴 投 | ボ ｜ ク | 投 手 失 策 | 防 御 率 |
| --------- | --------- | ----- | ----- | ----- | -------- | ----- | ----- | -------- | ----- | -------- | ----------- | -------- | -------- | -------- | ----- | -------- | ----- | -------- | ----------- | -------- |
| 2009      | 信濃      | 36    | 8     | 8     | 3        | 6     | .500  | 153.1    | 640   | 147      | 9           | 128      | 36       | 9        | 57    | 48       | 7     | 0        | 1           | 2.82     |
| 通算：1年 | 通算：1年 | 36    | 8     | 8     | 3        | 6     | .500  | 153.1    | 640   | 147      | 9           | 128      | 36       | 9        | 57    | 48       | 7     | 0        | 1           | 2.82     |

- 各年度の太字はリーグ最高

### 背番号
- 23 （2009年）
- 100 （2010年 - 2010年3月17日）
- 95 （2010年3月18日 - 2011年）
- 60 （2012年、2013年7月26日 - 2014年）
- 001 （2013年 - 2013年7月26日）

## 著書
- ゴールドジムメソッド for Baseball Players〜故障リスクの少ない野球選手の体づくり〜（2020年7月10日、ベースボール・マガジン社、ISBN 978-4583112824） - 鈴木雅、益子泰雅、前田明とともに監修